# Article 12 de la Charte canadienne des droits et libertés
L'article 12 de la Charte canadienne des droits et libertés est l'article de la Charte des droits de la Constitution du Canada qui protège l'individu contre les châtiments cruels et inusités au Canada. Cet article a engendré une certaine jurisprudence, incluant l'affaire essentielle R. c. Smith (1987), lors de laquelle l'article fut partiellement défini, et R. c. Latimer (2001), une affaire célèbre où le fermier saskatchewanais Robert Latimer a tué sa fille handicapée et a protesté contre sa longue sentence en affirmant qu'elle était cruelle et inusitée.

## Texte
Sous la rubrique Garanties juridiques, l'article se lit comme suit :

« 12. Chacun a droit à la protection contre tous traitements ou peines cruels et inusités. »

— Article 12 de la Charte canadienne des droits et libertés

## Définition
R. c. Smith fut la première affaire où la Cour suprême du Canada s'est penchée sur l'article 12. La Cour pouvait toutefois se référer a des interprétations de peines cruelles et inusitées issues de jurisprudence antérieure à la Charte, notamment dans Miller et Cockriell c. La Reine (1977), ce qu'elle a fait. Les peines cruelles ou inusitées ont été définies comme étant « excessive[s] au point de ne pas être compatible[s] avec la dignité humaine » ou « exagérément disproportionné[es] à ce qui aurait été approprié » Le juge Lamer, écrivant au nom de la Cour dans R. c. Smith, a fourni quelques guides sur la façon de mesurer la proportionnalité, mentionnant à titre de considérations spéciales : la gravité du crime commis par l'individu, les « caractéristiques personnelles » de l'individu, et les différents types de peines disponibles qui pourraient « punir, réhabiliter ou dissuader ce contrevenant particulier ou pour protéger le public contre ce dernier. »
Plus tard, la Cour a ajouté, dans R. c. Goltz (1991) et R. c. Morrisey (2000) que l'impact qu'aura la peine sur l'individu en pratique, les objectifs de la peine, la possibilité de peines alternatives, et la façon dont d'autres types de criminels sont punis pourraient tous être pertinents dans un test relatif à l'article 12. Néanmoins, le test n'est pas sévère mais plutôt déférent envers le gouvernement. Dans Steele c. Établissement Mountain (1990), le juge Peter Cory a écrit pour la Cour que la découverte judiciaire d'une peine cruelle et inusitée ne se fait que « très rarement. » La capacité du Parlement du Canada de juger de la justesse de différentes peines n'est pas absolue, mais les cours sont généralement encouragés à faire preuve de retenue en corrigeant le Parlement.

## Peines d'emprisonnement
Certaines peines d'emprisonnement, si elles sont longues au point d'être considérées « exagérément disproportionnées », peuvent être qualifiées de cruelles et inusitées au sens de l'article 12 et ainsi être inconstitutionnelles. Dans R. c. Smith, la peine d'emprisonnement d'un individu accusé de trafic de cocaïne fut jugée longue au point d'être cruelle et inusitée au sens de la Charte. Bien que le Parlement possède le droit de créer des lois imposant des peines d'emprisonnement minimales pour un certain crime, cela pourrait être inconstitutionnel si la loi prescrit la même durée minimale d'emprisonnement pour une sorte de crime qui « vise de nombreuses substances plus ou moins dangereuses. » Dans ce cas, la loi n'examinait pas la quantité de cocaïne en jeu ni la raison pour laquelle l'accusé en faisait l'acquisition.
La Cour s'est de nouveau penché sur la question des peines minimales d'emprisonnement longues et si on pouvait les considérer comme cruelles et inusitées dans l'affaire R. c. Latimer. Latimer, ayant tué sa fille handicapée, affirmait que la peine minimale de dix ans qu'il devait purger (qui pourrait s'allonger s'il se voyait refuser une libération conditionnelle) était longue au point d'être cruelle et inusitée. Il fondait son argument sur le fait que le meurtre qu'il avait commis était une forme d'euthanasie. Dans ce cas, la Cour a décidé que la peine n'était pas inconstitutionnelle, notant que le crime a eu « la plus grave des conséquences possibles, à savoir la mort de la victime. » Bien que Latimer ait été trouvé coupable d'un meurtre au deuxième degré plutôt qu'au premier degré, la Cour a ajouté que « le meurtre au deuxième degré constitue une infraction assortie d’un degré extrêmement élevé de culpabilité criminelle. » Dans cette affaire relative à l'article 12, le principe de mens rea était jugé essentiel.
D'après l'arrêt R. c. Bissonnette, l'article 745.51 du Code criminel qui prévoyait le cumul de périodes d'inadmissibilité à la libération conditionnelle en cas de meurtres multiples est inconstitutionnel car il contrevient à l'article 12 de la Charte canadienne et il n'est pas justifié par l'article premier de la Charte.

## Peine capitale
En 2001, dans l'arrêt États-Unis c. Burns relatif à l'extradition, la Cour suprême a refusé de se prononcer sur la question de la peine capitale, à savoir si cela pourrait être considéré comme une peine cruelle et inusitée en droit canadien et donc une violation directe de l'article 12. Toutefois, ils ont affirmé que « la peine capitale fait intervenir les valeurs qui sont à la base de l’interdiction des peines cruelles et inusitées », notant son « caractère irréversible » (dans l'éventualité d'une erreur judiciaire) et la perception voulant qu'elle soit « arbitraire », ainsi que le scepticisme qui entoure son influence réelle sur les taux de criminalité. La cour a également fait valoir que la peine capitale fut abolie par le Parlement du Canada.

## Torture
La torture, par nature, est cruelle et inusitée au sens de l'article 12. Comme l'a dit la Cour suprême dans Suresh c. Canada (2002), la torture est « si intrinsèquement répugnante qu’elle ne saurait jamais constituer un châtiment approprié, aussi odieuse que soit l’infraction. » La Cour a noté que « la perspective de la torture provoque la peur et les conséquences de la torture peuvent être dévastatrices, irréversibles, voire fatales. » Cette vision de la torture renvoie à R. c. Smith, dans lequel le juge Lamer a écrit que « certaines peines ou certains traitements seront toujours exagérément disproportionnés et incompatibles avec la dignité humaine: par exemple, l'imposition d'un châtiment corporel... »
En plus de violer l'article 12, dans l'arrêt Suresh il fut jugé que la torture viole les droits de liberté et de la sécurité de la personne garantis à l'article 7, et qu'elle choque la conscience. Par conséquent, le Canada ne peut extrader des personnes vers des pays où elles seraient à risque de torture.

## Absence d'application aux personnes morales
D'après l'arrêt Québec (Procureure générale) c. 9147-0732 Québec inc., « l’article 12 de la Charte ne protège pas les personnes morales contre les traitements ou peines cruels et inusités, parce que l’expression « cruels et inusités » dénote une protection que seul un être humain peut avoir ». La Cour fonde sa décision sur le sens courant du mot cruel, qui suggère qu'il ne peut s'applique qu'aux être humains. Pour qu'une amende soit excessive, elle doit être incompatible avec la dignité humaine, en plus d'être odieuse et intolérable pour la société, donc ce critère ne peut pas être appliqué aux personnes morales.

## Sources
- (en) Cet article est partiellement ou en totalité issu de l’article de Wikipédia en anglais intitulé « Section Twelve of the Canadian Charter of Rights and Freedoms » (voir la liste des auteurs).